# Retrato de Francisco Cardoso
Retrato de Francisco Cardoso é um óleo sobre cartão da autoria do pintor Amadeu de Sousa Cardoso. Pintado em 1912, mede 35 cm de altura por 27 cm de largura.
A pintura pertence ao Museu Municipal Amadeo de Souza-Cardoso de Portugal.